# Dichagyris maraschi
Dichagyris maraschi är en fjärilsart som beskrevs av Corti 1933. Dichagyris maraschi ingår i släktet Dichagyris och familjen nattflyn. Inga underarter finns listade i Catalogue of Life.